# Aldo Pifferi
Aldo Pifferi (* 26. Oktober 1938 in Orsenigo (Lombardei); † 30. Oktober 2023 in Lipomo) war ein italienischer Radrennfahrer.

## Sportliche Laufbahn
Als Amateur wurde er im Rennen der UCI-Straßen-Weltmeisterschaften 1961 beim Sieg von Jean Jourden Sechster. 1959 hatte er den 13. Platz belegt.
1962 wurde er Berufsfahrer im Radsportteam Atala und blieb bis 1970 aktiv.
Sein bedeutendster Erfolg war der Gewinn der 16. Etappe des Giro d’Italia 1965. 1967 siegte er auf einer Etappe des Etappenrennens Tirreno–Adriatico und im Eintagesrennen Giro delle Tre Province. 1966 wurde er Zweiter in der Coppa Placci hinter Felice Gimondi. 1964 wurde er Dritter im Giro della Provincia di Reggio Calabria.
Den Giro d’Italia fuhr er siebenmal. Der 64. Rang 1963 war sein bestes Resultat in der Gesamtwertung.